# Hooters Casino Hotel
Hooters Casino Hotel är både ett kasino och ett hotell som ligger i anslutning till gatan The Strip i Paradise, Nevada i USA. Det ägs av Trinity Hotel Investors och drivs av Paragon Gaming. Hotellet har totalt 696 hotellrum.
Kasinot har sitt ursprung från juni 1973 när ett hotell tillhörande hotellkedjan Howard Johnson Hotel uppfördes av Oesterle Nevada Corp. för 8 miljoner dollar. Två år senare köpte Kalifornien-baserade spar- och låneföreningen Eureka Federal Savings hotellet för 7,6 miljoner dollar efter att Oesterle gått i konkurs. Senare under året såldes hotellet återigen, den här gången till Bernard Nemerov som hade tidigare varit delägare i kasinot Riviera, för 10 miljoner dollar. Hotellet fick namnet Paradise Hotel och Nemerov lät uppföra ett mindre kasino i anslutning till hotellet, som invigdes på nyårsdagen 1976. I juni samma år utsattes Paradise Hotels kasinoverksamhet för ett massivt lurendrejeri iscensatt av den Philadelphia-baserade maffian, som orsakade att hotellet fick problem med kassaflödet och tvingades stänga ner verksamheten. 1977 blev hotellet uppköpt av ett konsortium lett av den New York-baserade affärsmannen Andrew DeLillo, och bytte namn till 20th Century. Det blev senare skede sålt till kasino-veteranen Herb Pastor, som redan ägde två kasinon i centrala Las Vegas och 20th Century blev Treasury Hotel and Casino. Fram till 1989 genomgick hotellet ytterligare ägarbyten och hotellet bytte namn först till Pacifica och sen Polynesian. 1989 förvärvade den japanska entreprenören Sukeaki Izumi kasinot och lät renovera det med temat italienska rivieran. Det fick namnet Hôtel San Rémo. Både köpet och renoveringen gick på 30 miljoner dollar. 2004 ville Izumi och hans företag Eastern and Western Hotel Corp. utveckla tomten som Hôtel San Rémo stod på och restaurangkedjan Hooters visade intresse för att vara med vid utvecklingen av den. Nio av delägarna i Hooters köpte två tredjedelar av tomten och kasinot i syfte att förvandla Hôtel San Rémo till ett Hooters-inspirerad kasino och hotell. Företaget Hooters skulle få två procent av den årliga omsättningen i royalties för att kasinot skulle få använda varumärket. Den 18 april 2005 meddelade Hooters att renoveringen skulle genomföras till en kostnad på 190 miljoner dollar, lokalerna för hasardspel skulle byggas ut och hotellrummen skulle få ny design. Den 2 februari 2006 invigdes Hooters Casino Hotel officiellt. Redan i januari 2007 accepterade de nio delägarna i kasinot, ett erbjudande om 228 miljoner dollar för kasinot från Hedwigs Las Vegas Top Tier men affären rann ut i sanden när Hedwigs Las Vegas inte kunde genomföra sin första delbetalning. Kasinot gick finansiellt dåligt och 2009 fick de så stora svårigheter att hantera sina skulder att de hamnade i konkursdomstol. Hedgefonden Canyon Capital Advisors dotterbolag Canpartners Realty Holding Co. köpte upp skulderna för kraftigt reducerat pris i syfte att genomföra en tvångsförsäljning, ägarna svarade med att ansöka om konkursskydd. Efter att inga utomstående visade intresse för tomten och kasinot så beslutade en konkursdomstol 2012 att Canpartners fick köpa Hooters Casino Hotel för 60 miljoner dollar. I maj 2015 sålde Canpartners kasinot till New York-baserade investmentbolaget Trinity Hotel Investors för 70 miljoner dollar. Det var initialt tänkt att man skulle byta namn och tema på kasinot, men de beslutade dock att inte göra det och behöll Hooters-temat och namnet.